# Louis Fargue
Louis-Jérôme Fargue-Dioque (* 20. Mai 1827 in Verdun; † 24. Februar 1910 in Nérac, Lot-et-Garonne) war ein französischer Ingenieur und Wasserbauer, der eine Formel für Flusswindungen aufstellte, und gilt als Gründer der experimentellen Flusstechnik.

## Leben
Louis Fargue begann sein Studium 1847 an der École polytechnique und wurde, aufgrund der Unruhen in Paris, erst 1849 im Corps des ingénieurs des ponts et chaussées aufgenommen. 1852 wurde er zum Ingenieur befördert und an die Garonne versetzt.
Von 1864 bis 1868 war er im Vermessungscorps für das Eisenbahnprojekt zwischen Toulouse und Bordeaux eingesetzt. Anschließend arbeitete er für das Marineamt Garonne in Bordeaux.
Seine Laufbahn als Ingenieur wurde durch den Deutsch-Französischen Krieg unterbrochen und Fargue wurde zum Militär eingezogen. Seine militärische Laufbahn beendete er als Colonel. Für seine Leistungen im Wasserbau wurde Fargue 1875 zum Chefingenieur befördert. Durch die Beförderung wurde er Leiter des Marineamts des Flusses Gironde. In seine Zuständigkeit fiel der Hafenbau und die Instandhaltung des Flusslaufes unterhalb von Bordeaux. 1885 wurde er zum Generalinspektor für Brücken und Straßen ernannt. Er zog zurück nach Paris, weil sein Kanalprojekt nahe Bordeaux keinen Anklang fand. In Paris war er Direktor der Kanalabteilung und kümmerte sich vor allem um die Schiffbarkeit der Seine. Am Ende seiner Karriere, zum Eintritt in den Ruhestand im Jahr 1887, war Fargue Generalinspektor erster Klasse und Hauptrat für Brücken und Straßen.
Louis Fargue ist der Vater von Léon-Paul Fargue.

## Forschung
Anhand seiner Untersuchungen an einer 22 km langen Flussstrecke mit 17 Mäandern der Garonne in Bordeaux erforschte er die Gesetze des Krümmungsverhaltens von Flüssen.
Der Fluss Garonne hatte eine durchschnittliche Breite von rund 180 Metern und einen Durchfluss von ca. 700 m³/s. In einer Zeit, in der viele Flüsse begradigt wurden, warnte er vor den Folgen und erstellte sechs Gesetze über die Kurvenparameter von Flüssen:
1. Tiefstellen der Kolke liegen zwei Flussbreiten flussab von Krümmungsscheiteln
2. Furten liegen eine Flussbreite flussab der Wendepunkte der Flusskrümmung
3. Die Tiefe der Kolke ist proportional zur Krümmung der Kurve
4. Ein stetiger Talweg tritt nur auf, wenn Krümmungen des Flusses ineinander übergehen
5. Die Bögen sollen stetig veränderlichen Radius haben (Klotoiden).
6. Die Breiten des Flusses sind im Wendepunkt am geringsten, in den Scheitelpunkten der Krümmung am größten.

Als wichtigster Grundsatz für den Entwurf von Flussläufen im Rahmen von Renaturierungsmaßnahmen gilt daher, keine strengen geometrischen Formen anzuwenden.
Die Fargue’schen Gesetze sind auch heute noch Bemessungsgrundlage für die Renaturierung von Flüssen.

## Ehrungen
- Bereits zu Lebzeiten wurde er zum Offizier der Ehrenlegion ernannt.[3]
- Ihm zu Ehren wurde ein Schleppdampfer auf seinen Namen getauft.[4]
- Eine Kläranlage bei Bordeaux ist nach Louis Fargue benannt.[5]

## Werke
- Etude sur la corrélation entre la configuration du lit et la profondeur d’eau dans les rivières à fond mobile. In: Herausgeber (Hrsg.): Annales des ponts et chaussées. Paris 1868.
- Ueber die wechselseitige Beziehung zwischen der Konfiguration des Flusslaufes und der Wassertiefe in Flüssen mit beweglicher Sohle. Deutsch bearbeitet und eingeleitet von M. Honsell. In: Allgemeine Bauzeitung Wien, 36. Jahrgang 1871, 1. Heft, S. 217–244 online, abgerufen am 11. Dezember 2022
- Hydraulique fluviale. La forme du lit des rivières a fond mobile, Gauthier-Villars, imprimeur-libraire, 1908, online, abgerufen am 12. Dezember 2022